# Sistema alimentario
El término sistema alimentario se utiliza con frecuencia en discusiones sobre nutrición, alimentación, salud, desarrollo comunitario y agricultura. Un sistema alimentario incluye todos los procesos e infraestructura involucrados en la alimentación de una población: cultivo, cosecha, procesamiento, envasado, transporte, comercialización, consumo, distribución y eliminación de alimentos y artículos relacionados con los alimentos. También incluye las entradas necesarias y las salidas generadas en cada uno de estos pasos. Un sistema alimentario opera dentro y está influenciado por contextos sociales, políticos, económicos y ambientales. También requiere de recursos humanos que brinden mano de obra, investigación y educación. Los sistemas alimentarios son convencionales o alternativos según su modelo de vida útil de los alimentos desde el origen hasta el plato.
Según el IPCC, el sistema alimentario mundial, incluidas todas las industrias involucradas en sistemas alimentarios sostenibles y convencionales, proporciona empleo a mil millones de personas. Este sistema alimentario mundial se enfrenta a una serie de desafíos creados al obstaculizar los problemas de seguridad alimentaria mundial creados por el cambio climático y las tensiones no relacionadas con el cambio climático en el sistema. Aproximadamente el 34% de las emisiones totales de gases de efecto invernadero son atribuibles al sistema alimentario mundial, y en 2020 una revisión de la evidencia de la UE encontró que esto va a aumentar en un 30-40% para 2050 debido al crecimiento y cambio dietético. La transición a sistemas alimentarios sostenibles es fundamental para abordar estos desafíos globales.
Alrededor del 14 por ciento de los alimentos producidos se pierde desde la poscosecha hasta el nivel minorista, pero sin incluirlo. Del total de alimentos disponibles para los consumidores en 2019, aproximadamente el 17 por ciento se destinó a los contenedores de basura de hogares, minoristas, restaurantes y otros servicios de alimentos. Durante el transporte, una buena infraestructura física y una logística comercial eficiente son de vital importancia para evitar pérdidas de alimentos. El procesamiento y el envasado pueden influir en la conservación de los alimentos, pero las pérdidas pueden deberse a instalaciones inadecuadas, mal funcionamiento técnico o errores humanos. Generalmente, los niveles de pérdida son más altos para las frutas y verduras que para los cereales y las legumbres. A nivel minorista, las causas del desperdicio de alimentos están relacionadas con una vida útil limitada, la necesidad de que los productos alimenticios cumplan con los estándares estéticos en términos de color, forma y tamaño, y la variabilidad de la demanda. El desperdicio del consumidor a menudo es causado por una mala planificación de compras y comidas, compras excesivas (influenciadas por porciones y tamaños de paquetes demasiado grandes), confusión sobre las etiquetas (consumir antes y antes) y almacenamiento deficiente en el hogar.

## Sistemas alimentarios convencionales
Los sistemas alimentarios convencionales operan con economías de escala. Estos sistemas alimentarios están orientados hacia un modelo de producción que requiere maximizar la eficiencia para reducir los costos de consumo y aumentar la producción general, y utilizan modelos económicos como la integración vertical, la especialización económica y el comercio global. La creciente degradación de la calidad del suelo, el cambio climático y la creciente población mundial ejercen presión sobre las tierras agrícolas, lo que lleva a innovaciones para aumentar la productividad agrícola en la tierra y el espacio urbano disponibles limitados. Aunque las prácticas agrícolas convencionales han aumentado el rendimiento de los cultivos mediante el uso de la agricultura climáticamente inteligente (CSA), los sistemas agrícolas de pequeños agricultores y el conocimiento limitado de CSA siguen siendo limitaciones para disfrutar de economías de escala y una producción agrícola sostenible y seguridad alimentaria.
El término "convencional" al describir los sistemas alimentarios se debe en gran parte a las comparaciones que le hacen los proponentes de otros sistemas alimentarios, conocidos colectivamente como sistemas alimentarios alternativos.

### Historia de los sistemas alimentarios convencionales
El desarrollo de los sistemas alimentarios se remonta a los orígenes de la agricultura in situ y la producción de excedentes alimentarios. Estos excedentes permitieron el desarrollo de áreas pobladas y contribuyeron al desarrollo de civilizaciones antiguas, particularmente las del Creciente Fértil. El sistema de comercio asociado con el intercambio de productos alimenticios también surgió en Asia oriental, América del Norte, América del Sur y África Subsahariana con productos de intercambio comunes como sal, especias, pescado, cereales, etc. A través de eventos en la historia mundial como las conquistas de Alejandro Magno, las Cruzadas, la expansión del Islam, los viajes de Marco Polo y la exploración y colonización de las Américas por los europeos llevaron a la introducción y redistribución de nuevos alimentos al mundo. Después de la Segunda Guerra Mundial, el advenimiento de la agricultura industrializada y los mecanismos de comercio global más robustos se han convertido en los modelos de producción, presentación, entrega y eliminación de alimentos que caracterizan a los sistemas alimentarios convencionales en la actualidad.

### Impactos de los sistemas alimentarios convencionales
Los menores costos de los alimentos y una mayor variedad de alimentos pueden atribuirse directamente a la evolución de los sistemas alimentarios convencionales. La eficiencia agronómica está impulsada por la necesidad de reducir constantemente los gastos de producción, y esos ahorros se pueden traspasar al consumidor. Además, el advenimiento de la agricultura industrial y la infraestructura construida alrededor de los sistemas alimentarios convencionales ha permitido que la población mundial se expanda más allá de las limitaciones de la "catástrofe maltusiana". Según el IPCC, el suministro de alimentos per cápita ha aumentado en más del 30% desde 1961.
Sin embargo, los sistemas alimentarios convencionales se basan en gran medida en la disponibilidad de combustibles fósiles económicos, que son necesarios para la agricultura mecanizada, la fabricación o recolección de fertilizantes químicos, el procesamiento de productos alimenticios y el envasado de los alimentos. El aumento en la disponibilidad de alimentos desde 1961 ha sido impulsado en gran parte por un aumento del 800% en el uso de fertilizantes nitrogenados (que dependen de los combustibles fósiles) y un alto uso de agua (un aumento de más del 100% desde 1961).
Los impactos de estos procesos intensivos en recursos son muy variados: el procesamiento de alimentos comenzó cuando el número de consumidores comenzó a crecer rápidamente. La demanda de calorías baratas y eficientes aumentó, lo que provocó una disminución de la nutrición; y la agricultura industrializada, debido a su dependencia de las economías de escala para reducir los costos de producción, a menudo conduce al compromiso de los ecosistemas locales, regionales o incluso globales a través de la escorrentía de fertilizantes, la contaminación de fuentes difusas y la emisión de gases de efecto invernadero.
La necesidad de reducir los costos de producción en un mercado cada vez más globalizado puede hacer que la producción de alimentos se traslade a zonas donde los costos económicos (mano de obra, impuestos, etc.) sean más bajos o las regulaciones ambientales sean más laxas, que suelen estar más alejadas de los mercados de consumo. Por ejemplo, la mayoría del salmón que se vende en los Estados Unidos se cría frente a las costas de Chile, debido en gran parte a los estándares chilenos menos estrictos con respecto a la alimentación de los peces e independientemente del hecho de que el salmón no es autóctono de las aguas costeras chilenas. La globalización de la producción de alimentos puede resultar en la pérdida de los sistemas alimentarios tradicionales en los países menos desarrollados y tener impactos negativos en la salud de la población, los ecosistemas y las culturas de esos países. Como resultado de estas fuerzas, las estimaciones de 2018 sugieren que 821 millones de personas están desnutridas actualmente y 2 mil millones de adultos tienen sobrepeso y son obesos.

La cuestión de tener un acceso mínimo a los alimentos, o el acceso a alimentos principalmente insalubres, a menudo se describe en términos de seguridad alimentaria. La Cumbre Mundial sobre la Alimentación de 1996 definió la seguridad alimentaria como un estado en el que 
...todas las personas, en todo momento, tienen acceso físico y económico a alimentos suficientes, inocuos y nutritivos para satisfacer sus necesidades dietéticas y preferencias alimentarias para una vida activa y saludable.
Muchos grupos argumentan que la seguridad alimentaria está determinada en gran medida por el estatus socioeconómico, la raza, la etnia u otra categoría socialmente definida de una persona, lo que hace que el acceso a los alimentos sea un problema de justicia social. Esto ha dado lugar a numerosos movimientos sociales cuyo objetivo es aumentar el acceso a alimentos saludables y culturalmente apropiados, entre una amplia variedad de grupos. Estos movimientos a menudo se describen como pertenecientes a un movimiento de justicia alimentaria más amplio.
Los científicos estimaron los riesgos de contaminación extensiva por plaguicidas en todo el mundo con un nuevo modelo ambiental y encontraron que un tercio de las tierras agrícolas mundiales tiene un alto riesgo de contaminación de los cuales un tercio son regiones de alta biodiversidad.

## Sistemas alimentarios alternativos
Los sistemas alimentarios alternativos son aquellos que quedan fuera del alcance de la agricultura convencional, normalmente para crear sistemas alimentarios sostenibles .

### Sistemas alimentarios locales

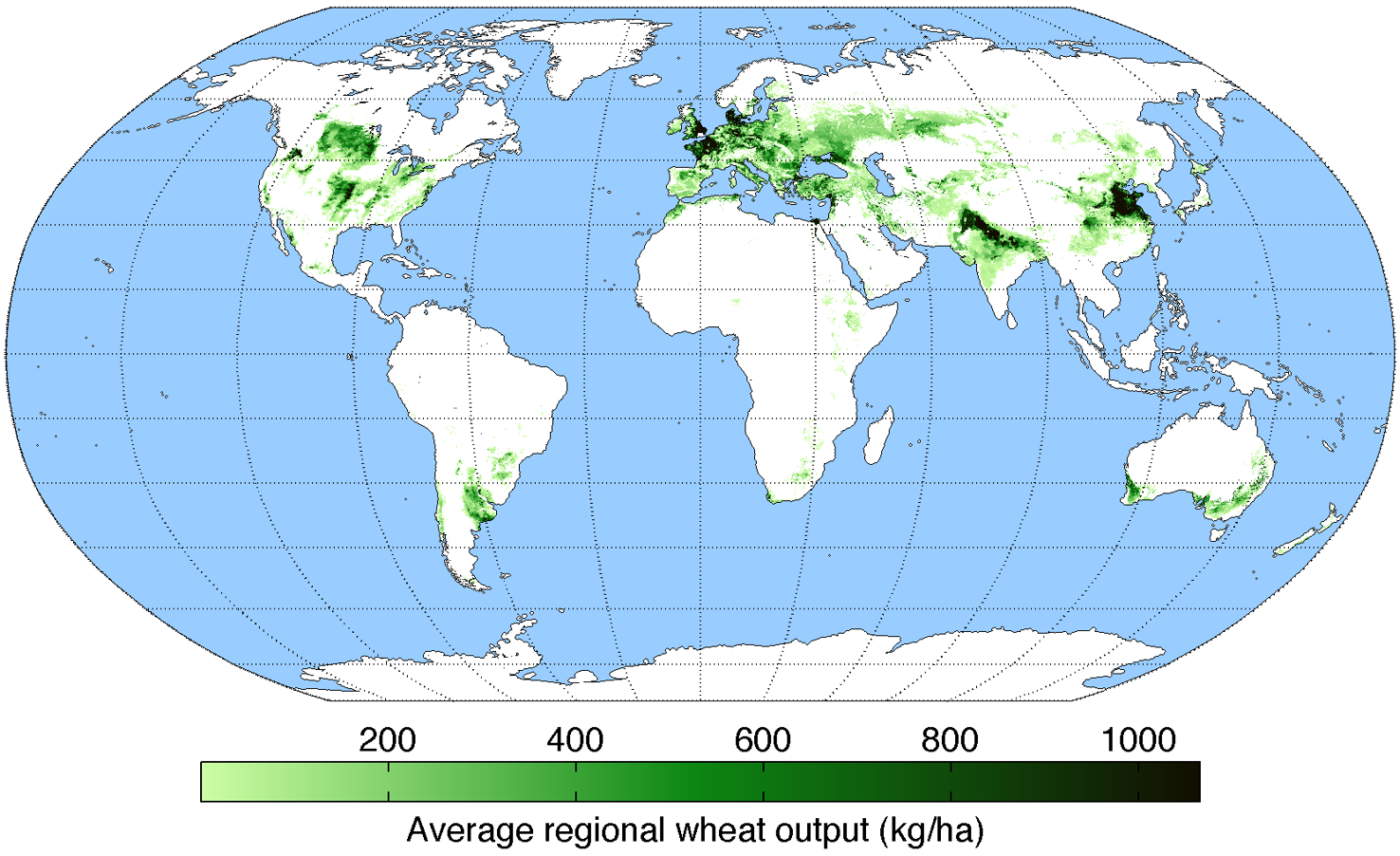
Un mapa de la producción de trigo (porcentaje promedio de tierra utilizada para su producción multiplicada por el rendimiento promedio en cada celda de la cuadrícula) en todo el mundo.

Los sistemas alimentarios sistemas alimentarios locales son redes de producción y consumo de alimentos que tienen como objetivo ser geográficamente y económicamente accesibles y directos. Contrastan con los sistemas alimentarios industriales al operar con un transporte de alimentos reducido y una comercialización más directa, lo que lleva a menos personas entre el agricultor y el consumidor. Como resultado, las relaciones que se desarrollan en los sistemas alimentarios locales surgen de interacciones cara a cara, lo que puede conducir a un mayor sentido de confianza y conexión social entre los actores. Además de esto, los consumidores también pueden alentar a los agricultores a ser amigables con el medio ambiente enseñándoles sobre prácticas como la agricultura orgánica. Como resultado, algunos académicos sugieren que los sistemas alimentarios locales son una buena forma de revitalizar una comunidad. La disminución de la distancia del transporte de alimentos también se ha promovido por sus beneficios ambientales. Además, los agricultores pueden disfrutar de una mejor calidad de vida porque producir alimentos más saludables les permitirá cobrar más y no vivir por debajo del umbral de la pobreza.
Tanto los defensores como los críticos de los sistemas alimentarios locales advierten que estos pueden llevar a actitudes estrechas que miran hacia adentro o al "patriotismo alimentario local", y que los sobreprecios y las culturas alimentarias locales pueden ser elitistas y exclusivas. En contraste, muchos activistas por la soberanía alimentaria argumentan que la producción local de alimentos es esencial para lograr la seguridad alimentaria, especialmente entre las comunidades indígenas, y por lo tanto es crucial para la salud pública de esas comunidades.
Ejemplos de sistemas alimentarios locales incluyen la agricultura apoyada por la comunidad, los mercados de agricultores y los programas de la granja a la escuela. Se han asociado con la dieta de 100 millas y la dieta baja en carbono, así como con el movimiento de comida lenta. El movimiento por la soberanía alimentaria también está relacionado con la producción local de alimentos. Los activistas por la soberanía alimentaria argumentan que las comunidades locales no solo deben tener acceso a alimentos nutritivos y culturalmente apropiados, sino que esas comunidades también deben poder definir los medios por los cuales se producen sus alimentos. Varias formas de agricultura urbana ubican la producción de alimentos en áreas densamente pobladas no asociadas tradicionalmente con la agricultura. Huertos compartidos, donde los propietarios urbanos y suburbanos ofrecen acceso a la tierra a los productores de alimentos a cambio de una parte de la cosecha, es una tendencia relativamente nueva, en el extremo de la producción local directa de alimentos.

### Sistemas de alimentos orgánicos

Una certificación orgánica

Los sistemas de alimentos orgánicos se caracterizan por una menor dependencia de insumos químicos y una mayor preocupación por la transparencia y la información. Los productos orgánicos se cultivan sin los pesticidas químicos y fertilizantes de los sistemas alimentarios industriales, y el ganado se cría sin el uso de antibióticos u hormonas de crecimiento. Los insumos reducidos de la agricultura orgánica también pueden conducir a una mayor dependencia del conocimiento local, creando una comunidad de conocimiento más fuerte entre los agricultores. La transparencia de la información alimentaria es vital para los sistemas alimentarios orgánicos como un medio a través del cual los consumidores pueden identificar los alimentos orgánicos. Como resultado, ha surgido una variedad de organismos de certificación en los sistemas de alimentos orgánicos que establecen los estándares para la identificación orgánica. La agricultura orgánica se promueve por los beneficios ecológicos de la reducción de la aplicación de productos químicos, los beneficios para la salud de un menor consumo de productos químicos, los beneficios económicos que obtienen los agricultores a través de un sobreprecio y los beneficios sociales de una mayor transparencia en el sistema alimentario.
Al igual que los sistemas alimentarios locales, los sistemas alimentarios orgánicos han sido criticados por ser elitistas e inaccesibles. Los críticos también han sugerido que la agricultura orgánica se ha convencionalizado de tal manera que imita los sistemas alimentarios industriales que utilizan pesticidas y fertilizantes de origen orgánico

### Cooperativas en sistemas alimentarios

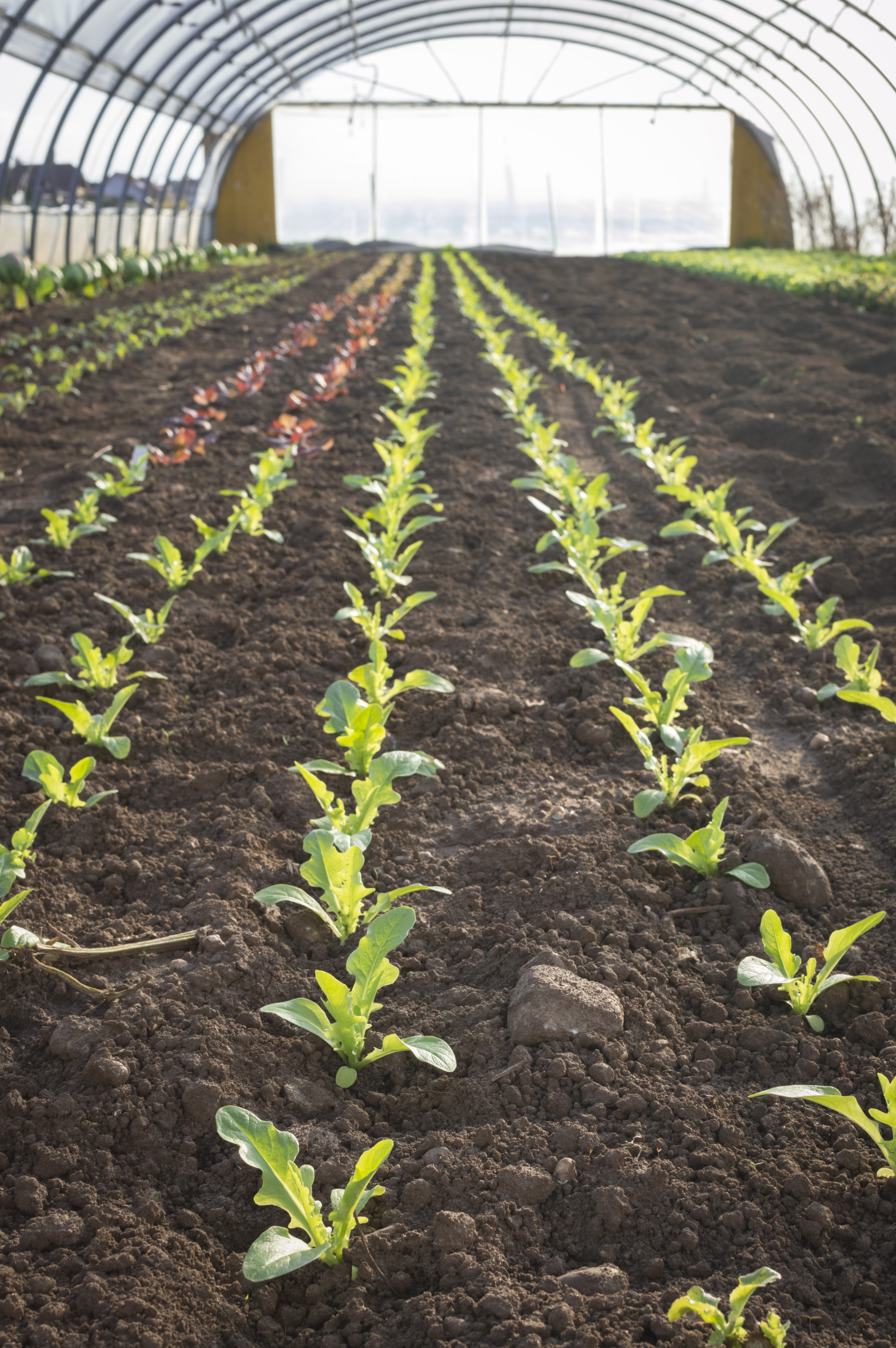
Un invernadero con ensalada de una cooperativa.

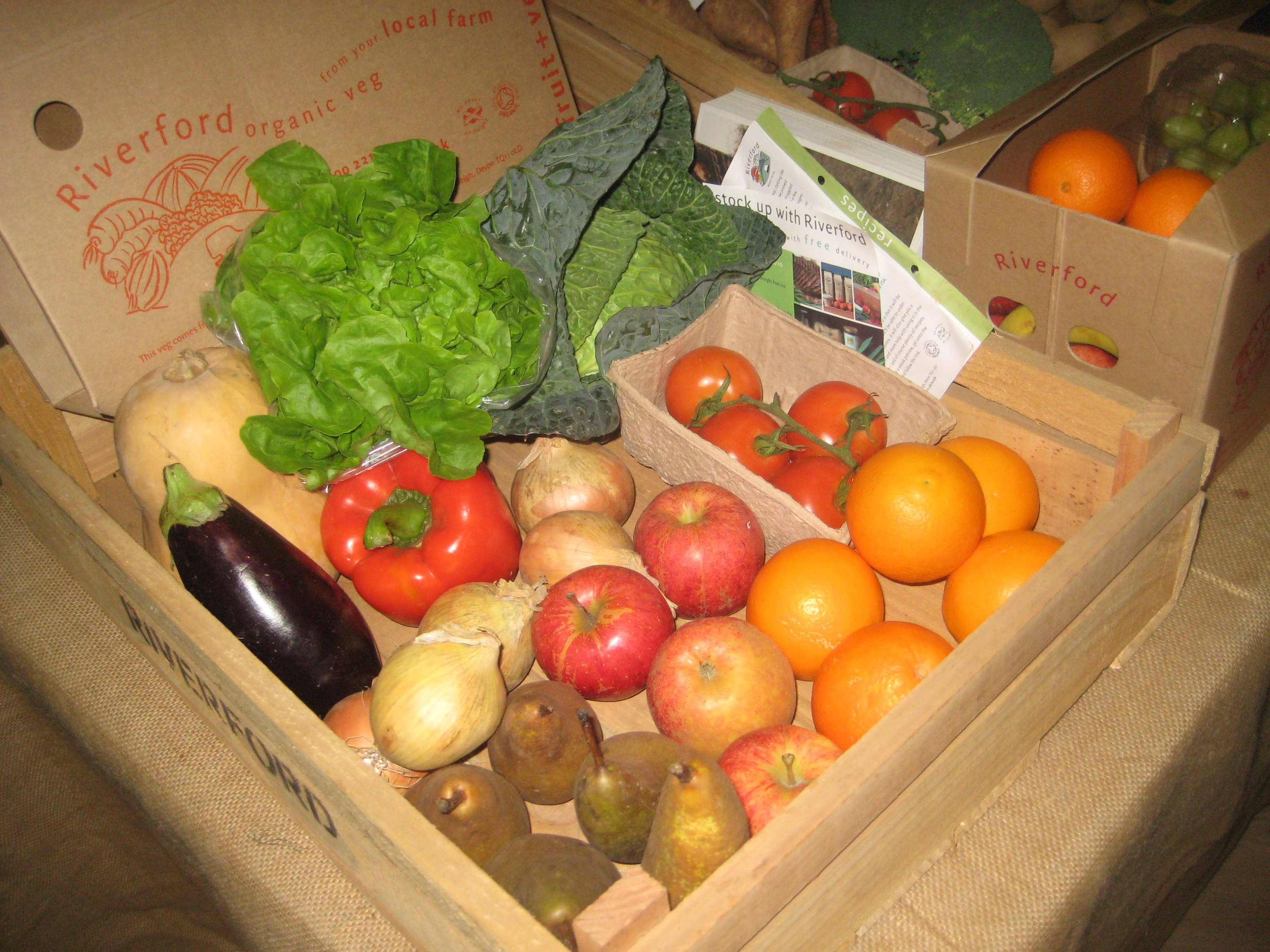
Una caja de alimentos orgánicos de un servicio de entrega de alimentos orgánicos.

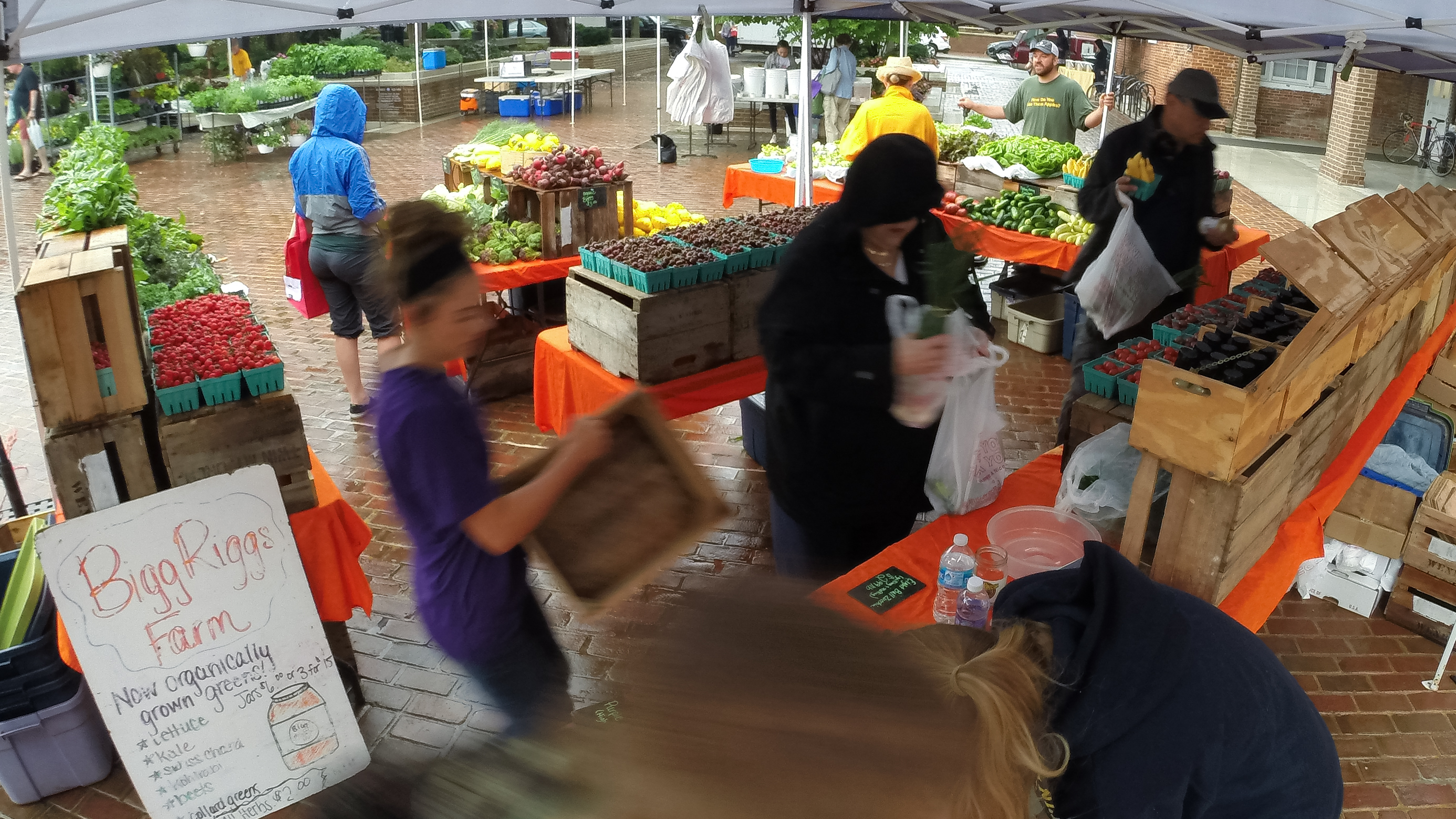
Un mercado de agricultores que ofrece alimentos producidos por la agricultura apoyada por la comunidad que también entrega pedidos en línea

Las cooperativas pueden existir tanto en el lado del agricultor de la producción de alimentos como en el lado del consumidor. Las cooperativas agrícolas se refieren a acuerdos en los que los agricultores juntan recursos, ya sea para cultivar sus cultivos o para llevarlos al mercado. Las cooperativas de consumidores a menudo se refieren a las cooperativas de alimentos donde los miembros compran una acción en la tienda. Las tiendas de comestibles cooperativas, a diferencia de las tiendas de comestibles corporativas, son de propiedad social y, por lo tanto, los excedentes no pueden tomarse de la tienda como ganancias. Como resultado, las cooperativas de alimentos no funcionan con fines de lucro, lo que potencialmente mantiene los precios más representativos de los costos. Otras formas de cooperativas que se han desarrollado más recientemente incluyen la agricultura apoyada por la comunidad, donde los miembros de la comunidad compran una parte de la cosecha de una granja y también pueden participar en el trabajo agrícola, operando tanto en el extremo del consumidor como del productor de los sistemas alimentarios. Los huertos compartidos forman parejas de propietarios individuales y productores de alimentos, mientras que las variaciones de este enfoque organizan grupos de horticultores para la asistencia mutua.
Los beneficios de las cooperativas se encuentran principalmente en la redistribución del riesgo y la responsabilidad. En el caso de las cooperativas agrícolas que comparten recursos, la carga de la inversión se distribuye a todos los miembros, en lugar de concentrarse en un solo individuo. Una crítica a las cooperativas es que la competencia reducida puede reducir la eficiencia

### Comercio justo

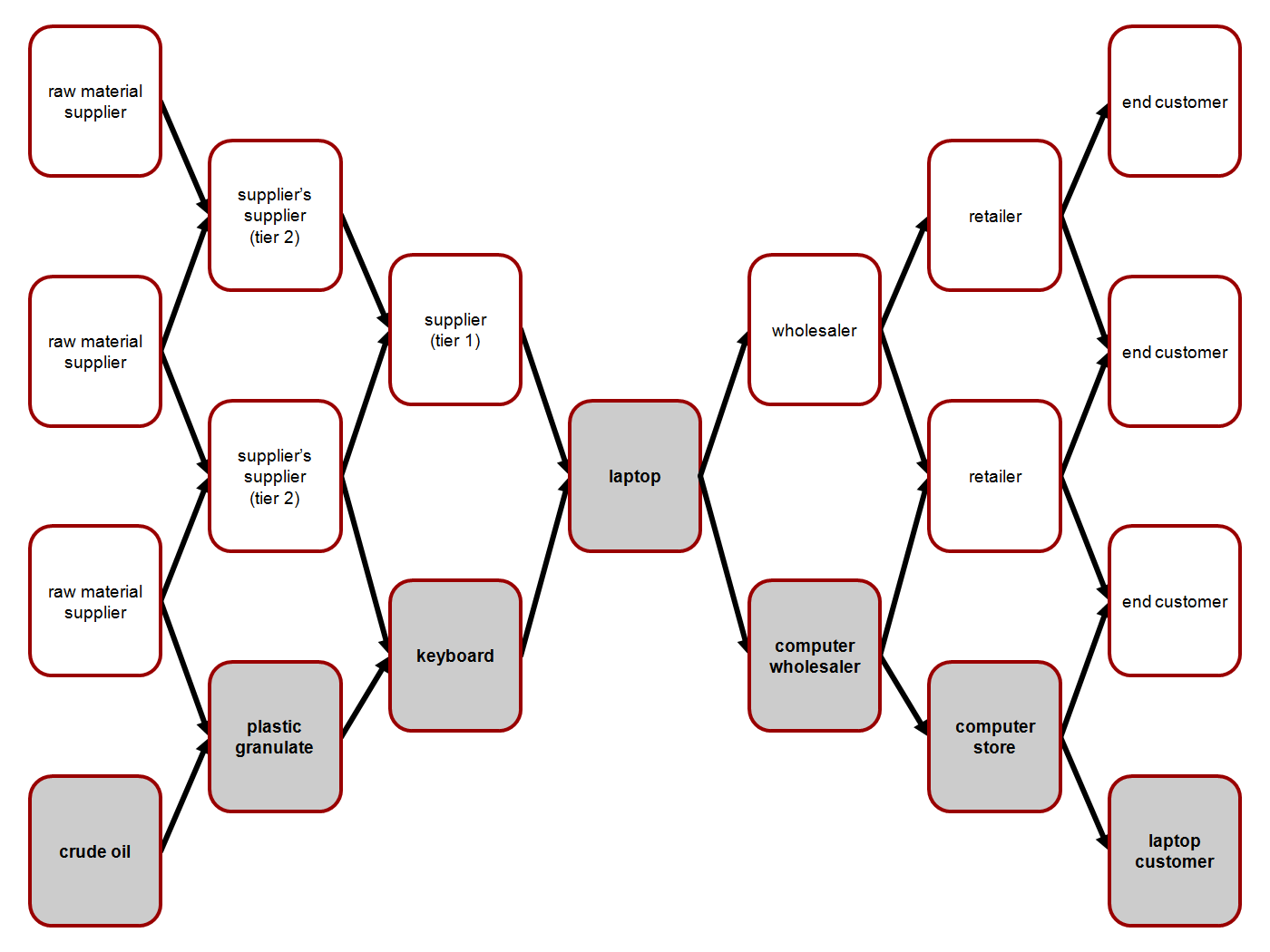
El comercio justo puede requerir decisiones que conduzcan a una gestión relevante de la cadena de suministro.

El comercio justo ha surgido en los sistemas alimentarios globales para crear un mayor equilibrio entre el precio de los alimentos y el costo de producirlos. Se define en gran medida por sistemas de comunicación y comercio más directos mediante los cuales los productores tienen un mayor control sobre las condiciones del comercio y obtienen una fracción mayor del precio de venta. El principal objetivo del Comercio Justo es "cambiar las relaciones comerciales internacionales de tal manera que los productores desfavorecidos puedan aumentar su control sobre su propio futuro, tener un retorno justo y equitativo por su trabajo, continuidad de ingresos y condiciones de vida y trabajo decentes a través de desarrollo" Al igual que los sistemas alimentarios orgánicos, el comercio justo se basa en la transparencia y el flujo de información. Ejemplos bien conocidos de productos de comercio justo son el café y el cacao.

### Nuevas tecnologías agrícolas
Las granjas verticales, la automatización, la producción de energía solar, las nuevas alternativas a los pesticidas, las TIC de entrega de alimentos en línea y otras tecnologías pueden permitir localizar o modificar la producción de alimentos junto con políticas como tarifas ecológicas, subsidios específicos e impuestos a la carne.

## Cambio climático

### Efectos del cambio climático
El Informe especial del IPCC sobre el cambio climático y la tierra describe que el sistema alimentario mundial actual tiene potencialmente importantes riesgos para la seguridad alimentaria debido a los cambios creados por el cambio climático, incluidos los cambios en las condiciones climáticas locales, los efectos socioeconómicos del cambio climático, la vulnerabilidad de ciertos tipos de agricultura (como pastoral) y cambios en la dieta debido a la disponibilidad.

### Efectos sobre el cambio climático

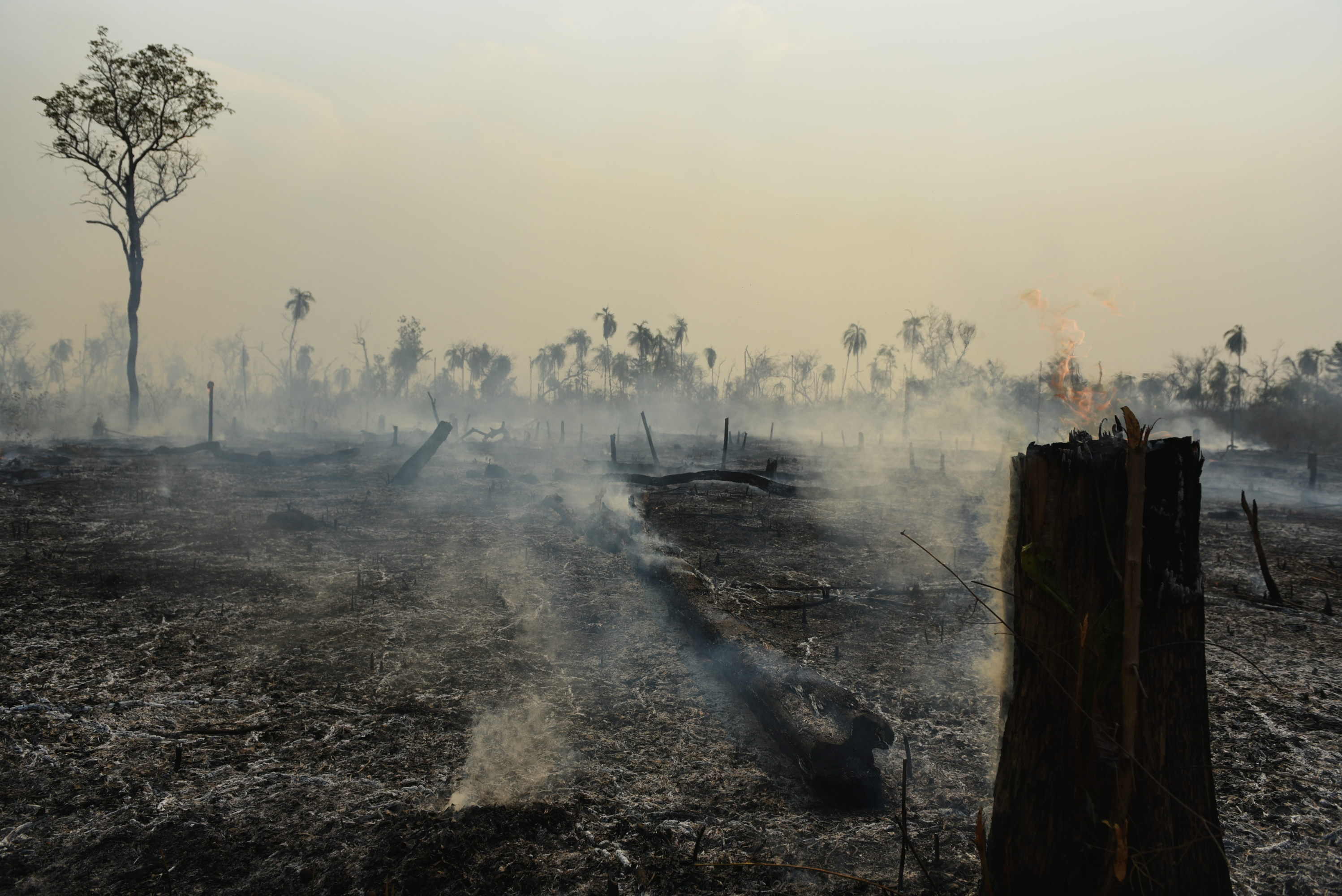
La deforestación de la selva amazónica es impulsada principalmente por la no intervención en procesos relacionados con la producción y el consumo de carne vacuna y tiene un gran impacto en el cambio climático

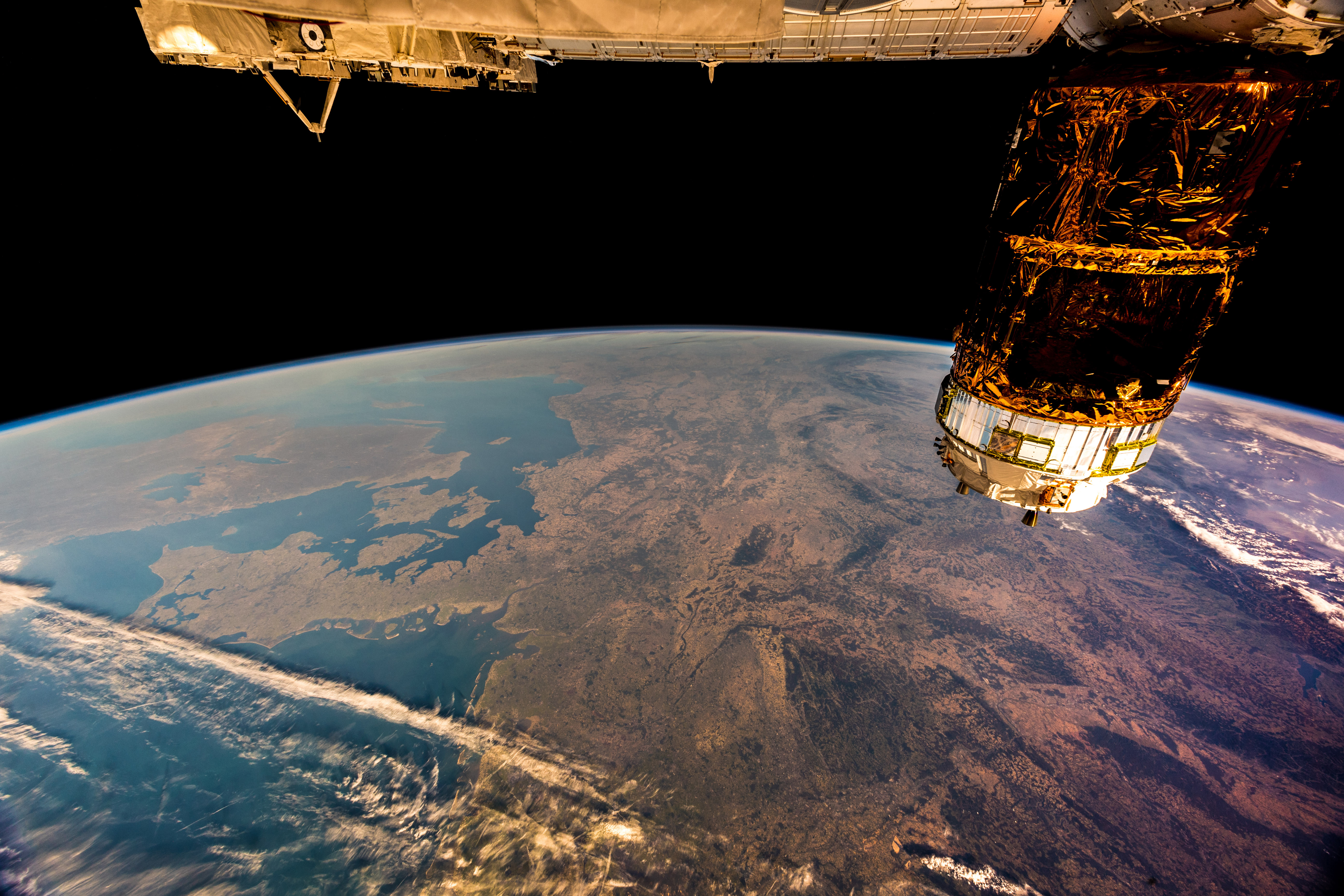
Deforestación en Europa, 2020. El continente redujo su cobertura vegetal original a menos del 30% para realizar su agricultura y ganadería

El sistema alimentario es una de las mayores fuentes de emisiones de gases de efecto invernadero, atribuible entre el 21% y el 37% de las emisiones mundiales. En 2020, una revisión de la evidencia para el Mecanismo de Asesoramiento Científico de la Unión Europea encontró que, sin cambios significativos, las emisiones aumentarían entre un 30% y un 40% para 2050 debido al crecimiento de la población y los patrones de consumo cambiantes, y concluyó que "el costo ambiental combinado de Se estima que la producción de alimentos asciende a unos 12 billones de dólares al año, aumentando a 16 billones de dólares en 2050". Otro estudio de 2020 concluyó que la reducción de las emisiones del sistema alimentario mundial es esencial para lograr los objetivos climáticos del Acuerdo de París.

## Política pública

### Unión Europea
El Mecanismo de Asesoramiento Científico de la Unión Europea ha publicado una revisión sistemática de todas las políticas europeas relacionadas con los sistemas alimentarios sostenibles y sus análisis en la literatura académica.
En septiembre de 2019, los asesores científicos principales de la UE declararon que la adaptación del sistema alimentario europeo para el futuro debería ser una alta prioridad para la UE:
En 2020, la UE puso las mejoras en el sistema alimentario en el centro del Pacto Verde Europeo. Se espera que la 'Estrategia de la granja a la mesa para un sistema alimentario sostenible' de la Comisión Europea, que se publicará en la primavera de 2020, exponga cómo los países europeos reducirán las emisiones de gases de efecto invernadero, protegerán la biodiversidad, reducirán el desperdicio de alimentos y el uso de pesticidas químicos, contribuyendo a una economía circular.
En 2020, el Mecanismo de Asesoramiento Científico de la UE entregó a los Comisarios europeos un dictamen científico sobre cómo hacer la transición a un sistema alimentario sostenible, informado por un informe de revisión de pruebas realizado por academias europeas.

## Transparencia
La transparencia dentro de los sistemas alimentarios se refiere a la divulgación completa de información sobre reglas, procedimientos y prácticas en todos los niveles dentro de una cadena de producción y suministro de alimentos. La transparencia garantiza que los consumidores tengan información detallada sobre la producción de un alimento determinado. La rastreabilidad, por el contrario, es la capacidad de rastrear hasta sus orígenes todos los componentes de una cadena de producción y comercialización de alimentos, ya sean alimentos procesados o no procesados (por ejemplo, carne, verduras). Las preocupaciones sobre la transparencia y la trazabilidad se han incrementado con las amenazas de seguridad alimentaria como la encefalopatía espongiforme bovina (EEB) y Escherichia coli (E. coli), pero no se refieren exclusivamente a la seguridad alimentaria. La transparencia también es importante para identificar alimentos que poseen cualidades extrínsecas que no afectan la naturaleza del alimento en sí, pero afectan su producción, como el bienestar animal, cuestiones de justicia social y preocupaciones ambientales.
Una de las principales formas en que se logra la transparencia es mediante la certificación y/o el uso de etiquetas alimentarias. En los Estados Unidos, algunas certificaciones se originan en el sector público, como la etiqueta orgánica del Departamento de Agricultura de los Estados Unidos (USDA). Otros tienen su origen en la certificación del sector privado (por ejemplo, Humanely Raised, Certified Humane). También hay etiquetas que no dependen de la certificación, como la etiqueta de país de origen (COOL, del inglés Country of Origin Label) del USDA.
La participación en los sistemas alimentarios locales como la Agricultura Apoyada por la Comunidad (CSA), los Mercados de Agricultores, las cooperativas de alimentos y las cooperativas de agricultores también mejora la transparencia, y existen diversos programas que promueven la compra de alimentos cultivados y comercializados localmente.

### Etiquetado
|  | Orgánico (EE. UU.): La etiqueta Orgánica del USDA indica que el producto se ha elaborado de acuerdo con el Estándar Orgánico Federal del USDA. Esta etiqueta se aplica a frutas, verduras, carnes, huevos y productos lácteos. Algunos estados, como California, tienen su propia etiqueta orgánica. El etiquetado orgánico también es prominente a nivel internacional. |
|  | Fair Trade: indica que el producto se ha cultivado y comercializado de acuerdo con los estándares de comercio justo. Esta es una certificación independiente, otorgada por FLO-CERT y supervisada por FLO International. Los principales alimentos que se comercializan en el marco del Comercio Justo son el café, el té y el chocolate. Muchos artículos, además de los alimentos, se venden con una etiqueta de Comercio Justo. |
|  | Food Alliance Certified: Food Alliance es una organización sin fines de lucro que certifica a granjas, ranchos y procesadores y distribuidores de alimentos para condiciones de trabajo seguras y justas, trato humano de los animales y buena gestión ambiental. Los productos Food Alliance Certified provienen de granjas, ranchos y procesadores de alimentos que han cumplido con estándares significativos de responsabilidad social y ambiental, según lo determinado a través de una auditoría independiente de terceros. Food Alliance no certifica cultivos o ganado genéticamente modificados. La carne o los productos lácteos provienen de animales que no son tratados con antibióticos u hormonas de crecimiento. Los alimentos certificados por Food Alliance nunca contienen colorantes, sabores ni conservantes artificiales. |
|  | País de origen: esta etiqueta fue creada mediante la promulgación de la Ley Agrícola de 2002. El Departamento de Agricultura de los Estados Unidos es responsable de su implementación, que comenzó el 30 de septiembre de 2008. El proyecto de ley ordena país de origen etiquetado para varios productos, entre ellos carne de vacuno, cordero, cerdo, pescado, pollo, agrícolas perecederos materias primas y algunos frutos secos. Las reglas del USDA proporcionan detalles en cuanto a documentación, horarios y definiciones. No hay una etiqueta específica para indicar el país de origen; variarán según el país. |
|  | American Humane Certified: esta certificación la proporciona la American Humane Association y garantiza que los animales de granja se críen de acuerdo con los estándares de bienestar que brindan alojamiento, alimentación, atención médica y expresión de comportamiento adecuados. Los antibióticos no se utilizan excepto por razones terapéuticas; no se utilizan promotores de crecimiento. También se abordan otras cuestiones, como el transporte, el procesamiento y la bioseguridad. Las especies cubiertas son aves de corral, bovinos y porcinos. |
|  | Criado y manipulado con certificación humanitaria: esta etiqueta garantiza que la producción cumpla con los estándares del Programa de Cuidado de Animales de Granja Humana, que aborda el alojamiento, la dieta (excluyendo el uso rutinario de hormonas o antibióticos) y el comportamiento natural. Además, los productores deben cumplir con las regulaciones de seguridad alimentaria y protección ambiental. Deben cumplir con los estándares establecidos por el Instituto Americano de la Carne, que son más estrictos que los establecidos en la Ley Federal de Sacrificio Humano. La certificación se ha aplicado a la carne de vacuno, aves y huevos, cerdo, cordero, cabra, pavo, ternera, productos lácteos y lana . |